# Zhang Mengxue
Zhang Mengxue (en chino tradicional, 張夢雪; en chino simplificado, 张梦雪; pinyin, Zhāng Mèngxuě, 6 de febrero de 1991) es una tiradora deportiva olímpica china.

## Biografía
Se formó en la Escuela de Deportes de Jinan, su ciudad natal, y formó parte del equipo de tiro de la provincia de Shandong antes de que fuera seleccionada para formar parte del equipo nacional de tiro de China en el año 2015. Ganó la medalla de oro en la prueba de pistola de aire a 10 metros femenino en los Juegos Olímpicos de Río de Janeiro 2016.